# Izraelskie monety okolicznościowe okresu szekla
Izraelskie monety okolicznościowe z okresu obwiązywania szekla (ILR) obejmują izraelskie monety niekruszcowe, emitowane przez Bank Izraela w latach z lat 1981–1985. Miały one status monet obiegowych, a więc były legalnym środkiem płatniczym w państwie w tym okresie. Monety okolicznościowe w tym okresie obejmowały nominały: 1 nowej agory, 5 nowych agor, 10 nowych agor, ½ szekla, 1 szekla, 10 szekli, 50 szekli, 100 szekli i emitowano je z okazji: rocznic niepodległości, święta Chanuka i upamiętnienia ważnych dla Izraela osobistości.

## Serie monet okolicznościowych

### Rocznice niepodległości
Monety okolicznościowe z serii rocznic niepodległościowych z lat 1981–1985 były wybite stemplem lustrzanym jako piedforty (monety wybite na grubym krążku). Prócz innej grubości i znaku mennicy (gwiazda Dawida) na awersie, monety te nie różniły się niczym od monet obiegowych tego okresu. Rewersy również się niczym nie wyróżniały.
Mennica: Swissmint – Berno; Włoska Mennica Rządowa – Zecca di Stato – Rzym.
| Nominał        | Rok emisji | Stop          | Średnica (mm) | Masa (g) | Grubość (mm) | Znak mennicy | Stempel   | Mennica                | Rocznica     | Nakład | Nr Krause | Wizerunek   |
| -------------- | ---------- | ------------- | ------------- | -------- | ------------ | ------------ | --------- | ---------------------- | ------------ | ------ | --------- | ----------- |
| 1 nowa agora   | 1981       | miedzionikiel | 15            | 4,2      | 2,9          | ✡            | lustrzany | Swissmint              | 33. rocznica | 35 000 | KM# P1    | AwersRewers |
| 1 nowa agora   | 1982       | miedzionikiel | 15            | 4,2      | 2,9          | ✡            | lustrzany | Włoska Mennica Rządowa | 34. rocznica | 18 735 | KM# P1    | AwersRewers |
| 1 nowa agora   | 1983       | miedzionikiel | 15            | 4,2      | 2,9          | ✡            | lustrzany | Włoska Mennica Rządowa | 35. rocznica | 17 177 | KM# P1    | AwersRewers |
| 1 nowa agora   | 1984       | miedzionikiel | 15            | 4,2      | 2,9          | ✡            | lustrzany | Włoska Mennica Rządowa | 36. rocznica | 25 000 | KM# P1    | AwersRewers |
|                |            |               |               |          |              |              |           |                        |              |        |           |             |
| 5 nowych agor  | 1981       | miedzionikiel | 18,5          | 6,3      | 2,9          | ✡            | lustrzany | Swissmint              | 33. rocznica | 35 000 | KM# P2    | AwersRewers |
| 5 nowych agor  | 1982       | miedzionikiel | 18,5          | 6,3      | 2,9          | ✡            | lustrzany | Włoska Mennica Rządowa | 34. rocznica | 18 735 | KM# P2    | AwersRewers |
| 5 nowych agor  | 1983       | miedzionikiel | 18,5          | 6,3      | 2,9          | ✡            | lustrzany | Włoska Mennica Rządowa | 35. rocznica | 17 177 | KM# P2    | AwersRewers |
| 5 nowych agor  | 1984       | miedzionikiel | 18,5          | 6,3      | 2,9          | ✡            | lustrzany | Włoska Mennica Rządowa | 36. rocznica | 25 000 | KM# P2    | AwersRewers |
|                |            |               |               |          |              |              |           |                        |              |        |           |             |
| 10 nowych agor | 1981       | miedzionikiel | 16            | 4,6      | 2,9          | ✡            | lustrzany | Swissmint              | 33. rocznica | 35 000 | KM# P3    | AwersRewers |
| 10 nowych agor | 1982       | miedzionikiel | 16            | 4,6      | 2,9          | ✡            | lustrzany | Włoska Mennica Rządowa | 34. rocznica | 18 735 | KM# P3    | AwersRewers |
| 10 nowych agor | 1983       | miedzionikiel | 16            | 4,6      | 2,9          | ✡            | lustrzany | Włoska Mennica Rządowa | 35. rocznica | 17 177 | KM# P3    | AwersRewers |
| 10 nowych agor | 1984       | miedzionikiel | 16            | 4,6      | 2,9          | ✡            | lustrzany | Włoska Mennica Rządowa | 36. rocznica | 25 000 | KM# P3    | AwersRewers |
|                |            |               |               |          |              |              |           |                        |              |        |           |             |
| ½ ILR          | 1981       | miedzionikiel | 20            | 6,8      | 2,75         | ✡            | lustrzany | Swissmint              | 33. rocznica | 35 000 | KM# P4    | AwersRewers |
| ½ ILR          | 1982       | miedzionikiel | 20            | 6,8      | 2,75         | ✡            | lustrzany | Włoska Mennica Rządowa | 34. rocznica | 18 735 | KM# P4    | AwersRewers |
| ½ ILR          | 1983       | miedzionikiel | 20            | 6,8      | 2,75         | ✡            | lustrzany | Włoska Mennica Rządowa | 35. rocznica | 17 177 | KM# P4    | AwersRewers |
| ½ ILR          | 1984       | miedzionikiel | 20            | 6,8      | 2,75         | ✡            | lustrzany | Włoska Mennica Rządowa | 36. rocznica | 25 000 | KM# P4    | AwersRewers |
|                |            |               |               |          |              |              |           |                        |              |        |           |             |
| 1 ILR          | 1981       | miedzionikiel | 23            | 11,1     | 3,6          | ✡            | lustrzany | Swissmint              | 33. rocznica | 35 000 | KM# P5    | AwersRewers |
| 1 ILR          | 1982       | miedzionikiel | 23            | 11,1     | 3,6          | ✡            | lustrzany | Włoska Mennica Rządowa | 34. rocznica | 18 735 | KM# P5    | AwersRewers |
| 1 ILR          | 1983       | miedzionikiel | 23            | 11,1     | 3,6          | ✡            | lustrzany | Włoska Mennica Rządowa | 35. rocznica | 17 177 | KM# P5    | AwersRewers |
| 1 ILR          | 1984       | miedzionikiel | 23            | 11,1     | 3,6          | ✡            | lustrzany | Włoska Mennica Rządowa | 36. rocznica | 25 000 | KM# P5    | AwersRewers |
| 1 ILR          | 1985       | miedzionikiel | 23            | 11,1     | 3,6          | ✡            | lustrzany | Swissmint              | 37. rocznica | 15 000 | KM# P5    | AwersRewers |
|                |            |               |               |          |              |              |           |                        |              |        |           |             |
| 5 ILR          | 1982       | brązal        | 24            | 13       | 3,8          | ✡            | lustrzany | Włoska Mennica Rządowa | 34. rocznica | 18 735 | KM# P11   | AwersRewers |
| 5 ILR          | 1983       | brązal        | 24            | 13       | 3,8          | ✡            | lustrzany | Włoska Mennica Rządowa | 35. rocznica | 17 177 | KM# P11   | AwersRewers |
| 5 ILR          | 1984       | brązal        | 24            | 13       | 3,8          | ✡            | lustrzany | Włoska Mennica Rządowa | 36. rocznica | 25 000 | KM# P11   | AwersRewers |
| 5 ILR          | 1985       | brązal        | 24            | 13       | 3,8          | ✡            | lustrzany | Swissmint              | 37. rocznica | 15 000 | KM# P11   | AwersRewers |
|                |            |               |               |          |              |              |           |                        |              |        |           |             |
| 10 ILR         | 1983       | brązal        | 26            | 16,5     | 3,9          | ✡            | lustrzany | Włoska Mennica Rządowa | 35. rocznica | 17 177 | KM# P18   | AwersRewers |
| 10 ILR         | 1984       | brązal        | 26            | 16,5     | 3,9          | ✡            | lustrzany | Włoska Mennica Rządowa | 36. rocznica | 25 000 | KM# P18   | AwersRewers |
| 10 ILR         | 1985       | brązal        | 26            | 16,5     | 3,9          | ✡            | lustrzany | Swissmint              | 37. rocznica | 15 000 | KM# P18   | AwersRewers |

### Chanuka
Monety z serii chanukowej były wybijane stemplem zwykłym bez znaku mennicy. Oba nominały były emitowane w ilości 2 000 000 sztuk. Awersy nie różniły się wyglądem od awersów monet obiegowych tego okresu. Na legendzie rewersu, pod nominałem i nazwą waluty znalazła się mała chanukija, po jej lewej stronie napis w języku angielskim „HANUKKA”, a po prawej nazwa święta po hebrajsku „חנוכה”.
Mennica: Drukarnia Rządowa – Jerozolima.
| Nominał | Rok emisji | Stop   | Średnica (mm) | Masa (g) | Stempel | Mennica           | Nakład    | Nr Krause | Wizerunek |
| ------- | ---------- | ------ | ------------- | -------- | ------- | ----------------- | --------- | --------- | --------- |
| 10 ILR  | 1983       | brązal | 26            | 8        | zwykły  | Drukarnia Rządowa | 2 000 000 | KM# 134   |           |
|         |            |        |               |          |         |                   |           |           |           |
| 100 ILR | 1985       | brązal | 29            | 10,8     | zwykły  | Drukarnia Rządowa | 2 000 000 | KM# 146   |           |

### Osobistości
W ramach serii z osobistościami ważnymi dla Izraela z okresu szekla wyemitowano trzy monety. Na awersie monety z 1984 roku, poza herbem Izraela i nazwą państwa w językach angielskim, hebrajskim i arabskim, rzędy słów „הרצל” (Hercel) tworzą kontury profilu Theodora Herzla. Na awersie monety z 1985 roku znajdują się herb Izraela, nazwa państwa w językach angielskim, hebrajskim i arabskim, menory tworzące zarys twarzy Dawida Ben Guriona oraz jego podpis. Na awersie drugiej monety z 1985 roku są herb Izraela, nazwa państwa w językach angielskim, hebrajskim i arabskim, gwiazdy Dawida tworzące obrys twarzy Ze’ewa Żabotyńskiego i jego podpis. Na rewersach znajdują się nominał monety, nazwa waluty w językach angielskim i hebrajskim oraz rok wybicia wg kalendarza żydowskiego. Na rewersach monet dziesięcioszeklowej oraz pięćdziesięcioszeklowej nominały znajdują się pomiędzy dwiema gwiazdkami.
Mennica: Swissmint – Berno; Francuska Mennica Państwowa – Paryż.
| Nominał | Postać           | Rok emisji | Stop   | Średnica (mm) | Masa (g) | Stempel | Mennica                     | Nakład    | Nr Krause | Wizerunek |
| ------- | ---------------- | ---------- | ------ | ------------- | -------- | ------- | --------------------------- | --------- | --------- | --------- |
| 10 ILR  | Theodor Herzl    | 1984       | brązal | 26            | 8        | zwykły  | Swissmint                   | 2 002 500 | KM# 137   |           |
|         |                  |            |        |               |          |         |                             |           |           |           |
| 50 ILR  | Dawid Ben Gurion | 1985       | brązal | 28            | 9        | zwykły  | Francuska Mennica Państwowa | 1 000 000 | KM# 147   |           |
|         |                  |            |        |               |          |         |                             |           |           |           |
| 100 ILR | Ze’ew Żabotyński | 1985       | brązal | 29            | 10,8     | zwykły  | Francuska Mennica Państwowa | 2 000 000 | KM# 151   |           |